# The Science of Interstellar
The Science of Interstellar är en bok av den amerikanska teoretiska fysikern Kip Thorne med förord av Christopher Nolan, utgiven 2014. Detta är hans andra populärvetenskapliga bok efter Black Holes & Time Warps, från 1994. The Science of Interstellar är en uppföljningstext för filmen Interstellar, som släpptes på bio 2014, med protagonisterna Matthew McConaughey, Anne Hathaway och Jessica Chastain. Boken handlar om olika vetenskapliga idéer som behandlas i filmen. 